# Zernien
Zernien is een gemeente in de Duitse deelstaat Nedersaksen. De gemeente maakt deel uit van de Samtgemeinde Elbtalaue in het Landkreis Lüchow-Dannenberg. Zernien telt 1.642 inwoners.
De gemeente bestaat uit het dorp Zernien, en verder 17 andere dorpjes en gehuchten. Daarvan hebben Riebrau en Gülden een eigen, evangelisch-luthers, dorpskerkje.
Ten noorden van de gemeente Zernien ligt, grotendeels in een gemeentevrij gebied het bosgebied de Göhrde.
- Gemeinsame Normdatei: 7695394-4
- Virtual International Authority File: 243247777

Bergen an der Dumme · 
Clenze · 
Damnatz · 
Dannenberg · 
Gartow · 
Göhrde · 
Gorleben · 
Gusborn · 
Hitzacker · 
Höhbeck · 
Jameln · 
Karwitz · 
Küsten · 
Langendorf · 
Lemgow · 
Lübbow · 
Lüchow · 
Luckau · 
Neu Darchau · 
Prezelle · 
Schnackenburg · 
Schnega · 
Trebel · 
Waddeweitz · 
Woltersdorf · 
Wustrow · 
Zernien